# Desa Patalan (administrativ by i Indonesien, Yogyakarta)
Desa Patalan är en administrativ by i Indonesien.   Den ligger i provinsen Yogyakarta, i den västra delen av landet, 400 km öster om huvudstaden Jakarta.